# فریدا عزیزوا
فریدا عزیزوا (متولد ۶ ژوئن ۱۹۹۵ در قوسار، آذربایجان) یک تکواندوکار آذربایجانی است. او در المپیک تابستانی ۲۰۱۲ در وزن ۶۷ کیلوگرم به رقابت پرداخت ولی در دور مقدماتی توسط کارین سرگری حذف شد. او همچنین در بازی‌های المپیک تابستانی ۲۰۱۶ در وزن ۶۷ کیلوگرم رقابت کرد اما در مسابقه رده‌بندی شکست خورد و مدال برنز را از دست داد.